# Edith Delight
Edith Delight, de son vrai nom Edith Forkwa Gibson, née le 9 novembre 1983 à Bamenda, est une esthéticienne médicale et une entrepreneuse camerounaise.

## Biographie
Edith Delight est née le 9 novembre 1983 à Bamenda, dans la région du Nord-Ouest du Cameroun, de Forkwa Emmanuel, un concepteur de bois[Quoi ?] plus connu sous le surnom de "Progressive", et de Forkwa Pauline, une femme révérend pasteur. Elle est la deuxième d'une famille de six enfants et est originaire de Batibo et de Mankon.

## Formation
Elle a fréquenté l'école primaire au PNEU[Quoi ?] de Bamenda où elle a obtenu son First School Leaving Certificate (FSLC) en 1995. Au niveau secondaire, elle a étudié au Government Bilingual Practicing High School (LBA) de Yaoundé, où elle a obtenu son General Certificate of Education (GCE), Ordinary Level, en 2000, et au Star Light College de Bamenda, où elle a obtenu son GCE Advanced Level in Lower Sixth, en 2001.
Elle s'est ensuite rendue aux États-Unis pour y suivre des études supérieures. Elle a commencé par la cosmétologie à la Carolina Beauty School à Greensboro NC USA. Elle a ensuite suivi une formation en dermatologie à l'école The Professional Skin Education à Burlington NC et a obtenu un certificat d'esthéticienne avancée. Elle y a également suivi une formation en oncologie et en soins holistiques de la peau. En 2008, elle a suivi la formation Grace Medical à Charleston SC et a obtenu son diplôme d'esthéticienne médicale après avoir suivi et maîtrisé 10 modules de médecine esthétique.
Edith F. Gibson est également titulaire d'un certificat du National Laser Institute, le premier programme de formation à l'esthétique médicale au monde, et d'un doctorat en psychologie industrielle de l'Université de Phoenix.

## Carrière
En 2010, le Dr Edith F. Gibson est rentrée au Cameroun après une dizaine d'années passées aux États-Unis, laissant derrière elle sa clinique de beauté, tout en apportant son expertise intellectuelle au bénéfice et à la croissance de la nation .
Elle a lancé la Beauty Health Foundation (BHF) où elle a créé un laboratoire de recherche et un programme de formation professionnelle pour les professionnels des soins de la peau, afin de l'aider dans ses recherches sur de meilleurs produits de soins de la peau pour les peaux noires. Elle a travaillé en partenariat avec le ministère camerounais de la santé, Ministère de la promotion de la femme et de la famille et le Fonds national pour l'emploi afin d'établir l'esthétique médicale au Cameroun.
Après sept années de recherche clinique (2010 à 2017) sur les problèmes de la peau noire, elle a conçu une formule (Xcape) enregistrée et approuvée par la FDA avec des résultats prouvés pour les peaux riches en mélanine. Ses découvertes sont documentées dans son livre "Know your tropical skin" (Connaître sa peau tropicale).
En 2013, elle a introduit un nouveau domaine d'étude "Medical Esthetics" dans le secteur professionnel camerounais.
Elle est la fondatrice et Chief Executive Officer (CEO) de MyXCAPE LLC basée à Atlanta aux Etats-Unis.

## Travail philanthropique
Lorsque la pandémie du virus Corona était à son apogée, le Dr Edith F. Gibson s'est associée à "The Peoples Foundation" pour faire don de désinfectants pour les mains, de masques, de savons antibactériens et surtout de nourriture à certaines communautés pauvres du Cameroun.

## Prix et reconnaissance
Edith Gibson est titulaire d'un prix ministériel décerné par le gouvernement camerounais pour l'innovation et du prix de la Communauté d'excellence africaine pour la "Meilleure femme chef d'entreprise" et la "Meilleure initiative".

## Impact
Par son travail, le Dr Edith Gibson souhaite sauver le teint d'ébène, actuellement menacé d'effacement par le blanchiment de la peau. Elle plaide pour le maintien d'une peau noire riche en mélanine grâce à l'utilisation de produits de soins naturels pour un teint éclatant de santé.
Elle a officiellement présenté son institut de formation à la gestion de la peau tropicale, en partenariat avec le Dr Tim Hamilton de Grace Medical equipment, Charleston SC, aux Émirats arabes unis (Dubaï). Les professionnels du monde entier peuvent désormais se former et devenir des spécialistes certifiés de la peau tropicale.
La consultante internationale en soins de la peau et docteur en psychologie industrielle a inventé "Xcape" après 7 ans de recherche, une ligne de soins de la peau qui apporte une solution aux problèmes d'hyperpigmentation, de teintes de peau inégales, de vergetures et de déshydratation superficielle.
Elle négocie actuellement avec des investisseurs Américains intéressés par l'installation d'une usine "Xcape" au Cameroun. L'usine devrait créer au moins 5 000 emplois lorsqu'elle sera opérationnelle. Son objectif a toujours été d'apporter des changements significatifs dans son pays et dans le monde.

## Vie privée
Edith F. Gibson est mère célibataire de deux enfants. Divorcée depuis 2015, elle vit dans l'État de Géorgie. Avec son fils et sa fille, elle aime faire de longues promenades, conduire en ville et, surtout, faire de la musique
Son fils Edin est un producteur de musique qui possède son propre studio d'enregistrement, tandis que sa fille chante et que Dr Edith rappe. Elle partage la responsabilité parentale avec son ex-mari.

## Livres
- Know Your Tropical Skin